# Sigvard Areskoug
Sigvard Carl Holger Areskoug, född 1 februari 1913 i Kristianstad, död 24 juni 2006 i Danderyds församling, var en svensk väg- och vattenbyggnadsingenjör.
Areskoug avlade studentexamen 1932, reservofficersexamen 1935, utexaminerades från Chalmers tekniska högskola 1939 och studerade i USA 1949. Han anställdes vid stadsingenjörskontoret i Kristianstads stad 1939, blev byggnadschef och stadsingenjör i Köpings stad 1944, byggnadschef i Växjö stad 1947 samt var byggnadschef och stadsingenjör i Djursholms stad från 1958. Han invaldes i Civilingenjörsförbundets styrelse 1961 och var ordförande i dess kommunala sektion. Han blev ledamot av brandstyrelsen i Djursholm 1958. Han blev under andra världskriget inkallad som officer i ingenjörs trupperna i Eksjö (27 månader). Han blev kapten i Väg- och vattenbyggnadskåren 1948. Sigvard Areskoug är begravd på Djursholms begravningsplats.
Sigvard Areskoug var son till landsfogde Carl Holger Areskoug och Thyra Laveson, bror till överste Carl Areskoug och den siste fideikommissarien, överste Gunnar Areskoug, brorson till direktör John Areskoug, sonson till häradshövding Johan Anders Areskoug samt kusin till häcklöparen Kell Areskoug och överste Stig Areskoug samt syssling till Inga Tidblad och morbror till överstelöjtnant Bengt Hammarhjelm. Areskoug var även svåger till Claes Carlsten. Sigvard Areskoug gifte sig år 1940 med Britt Carlotte Bengtson.